# رياضي نيوارك
رياضي نيوارك (بالإنجليزية: Newark Athlete) هو فيلم أمريكي قصير صامت عام 1891 من إخراج وإنتاج ويليام كينيدي ديكسون. يعرض الفيلم الذي يبلغ طوله حوالي عشر ثوانٍ رياضي شاب يأرجح زوجين من الاثقال في الأندية الهندية، تم تصويره في مايو أو يونيو 1891 ، في مبنى التصوير الفوتوغرافي في مختبر إديسون ، ويست أورانج ، نيو جيرسي. تم تصوير الفيلم ليتم مشاهدته باستخدام جهاز عرض الصور كينتوسكوب لتوماس إديسون.
تم اختيار فيلم "رياضي نيوارك" في عام 2010 للحفظ في السجل الوطني للأفلام للولايات المتحدة من قبل مكتبة الكونغرس باعتباره "مهمًا ثقافيًا أو تاريخيًا أو جماليًا". يعتبر أقدم فيلم تم اختياره ليكون في السجل الوطني للافلام.